# ريتشارد غولدستون
ريتشارد غولدستون (بالإنجليزية: Richard J. Goldstone)؛ (26 أكتوبر 1938) في جنوب أفريقيا، قاضي والمدعي العام في محكمة العدل الدولية لجرائم الحرب. ترأس بعثة الأمم المتحدة لتقصي الحقائق في نزاع غزة.

## حياته
بعد تخرجه من جامعة ويتواترسراند حاملا بكالوريوس الحقوق مع مرتبة الشرف في عام 1962، كان يمارس مهنة المحاماة في نقابة المحامين في جوهانسبرغ بجنوب أفريقيا. في عام 1976 تم تعيينه مستشارًا حتى عام 1980 حيث أصبح قاضي المحكمة العليا.

## العدالة والقضاء

### جنوب أفريقيا
ريتشارد غولدستون خدم لمدة تسع سنوات باعتباره قاض في المحكمة الدستورية لجنوب أفريقيا، وقد أنيطت به مهمة تفسير الدستور الجديد لجنوب أفريقيا، والإشراف على الانتقال السلس للبلاد نحو الديمقراطية.

### الأرجنتين
كان عضوًا في الفريق الدولي الذي أنشئ في آب / أغسطس 1997 من قبل حكومة الأرجنتين لمراقبة التحقيق في النشاط النازي للجمهورية التي تأسست في عام 1938.

### كوسوفو
غولدستون كان رئيسا للجنة التحقيق الدولية المستقلة في كوسوفو في عام 1999.

### تكريم جنوب أفريقيا
شغل منصب رئيس الجمعية الوطنية والمعهد الوطني لمنع الجريمة وإعادة تأهيل المجرمين (NICRO) رئيسًا لمؤسسة برادلوو للتعليم الخيري وبناء الثقة، ورئيس مجلس إدارة معهد حقوق الإنسان لجنوب أفريقيا (HURISA).

## عضو في لجنة فولكر
في نيسان / أبريل 2004، تم تعيينه من قبل كوفي عنان، الأمين العام للأمم المتحدة، رئيس اللجنة الدولية المستقلة التي يرأسها بول فولكر، والخاصة بالتحقيق في العراق حول الخروقات المحتملة لنظام النفط مقابل الغذاء المقرر من طرف الأمم المتحدة على العراق أثناء النظام السابق.

### غزة
المقالة الرئيسية: بعثة الأمم المتحدة لتقصي الحقائق بشأن النزاع في غزة
في 3 أبريل، 2009، عين غولدستون رئيسًا لبعثة الأمم المتحدة لتقصي الحقائق بشأن النزاع في غزة، وكان هدف البعثة هو التحقيق في الممارسات الإسرائيلية فقط، وهو ما وصفه غولدستون بأنه لم يكن نزيهًا أو مهنيًا، فطالب في التحقيق في الحرب كلها، بما في ذلك إطلاق الصواريخ الفلسطينية على البلدات الإسرائيلية، وعندما وافق أمين عام الأمم المتحدة على هذا الطلب، قبل غولدستون رئاسة البعثة وفقًا لأقواله. ورفضت إسرائيل التعاون مع البعثة الأممية، فتقدم غولدستون شفهيًا وكتابيًا إلى رئيس الوزراء الإسرائيلي بنيامين نتنياهو مطالبًا إياه بتغيير موقفه من البعثة، إلأ أن الأخير لم يستجب. ورفض عبور البعثة عبر الأراضي التي تسيطر عليها إسرائيل.
دعي ريتشارد غولدستون لأن يكون المتحدث الرئيسي في ندوة وكان قد أعلن أنه صدم، باعتباره يهوديًا لأنه عين رئيسًا للبعثة الأممية. تقيمها جامعة نيويورك في 16 فبراير، 2010. طالب مركز سيمون واينزنتال مدير الجامعة بإلغاء دعوة غولدستون، لأنه كتب تقريرًا متحيزًا ضد إسرائيل.
أثار التقرير الذي أعده غولدستون انتقادات من قبل الجالية اليهودية في جنوب أفريقيا، فقرر قادة هذه الجالية منع غولدستون من حضور حفل بلوغ حفيده، وأخطروا ابن غولدستون بهذا الأمر وامتثل لهم. وقالت ابنة ريتشارد غولدستون أن تقرير بعثة الأمم المتحدة لتقصي الحقائق في حرب غزة كان ليكون أشد وأخطر على إسرائيل لولا ترأس والدها للجنة، كما قالت أن والدها خفف الاتهامات الموجهة إلى إسرائيل.

## تكريم
في ديسمبر، 2009 منح غولدستون جائزة ستوكهولم لحقوق الإنسان، وهي السنة الأولى لهذه الجائزة. قال مانحوها أن غولدستون «تابع مسيرة استثنائية لتشجيع القانون وحقوق الإنسان أولا في بلده الأصلي جنوب أفريقيا، وخلال السنوات الخمس عشرة الأخيرة في إطار عدد من المهام الرفيعة الشأن». كرمته أيضًا مجلة تيكون اليهودية الأمريكية، حيث منحته جائزتها السنوية، وكن شرحها للتكريم «إن للمجتمع الداعي للسلام سواء في إسرائيل أو حول العالم يرى أن القاضي (الجنوب أفريقي) يتمتع بأفضل القيم الأخلاقية اليهودية».

## وصلات خارجية
- ريتشارد غولدستون على موقع مونزينجر (الألمانية)
- العدالة في غزة، مقالة لغولدستون، منشورة في نيويورك تايمز.
- إعادة النظر في تقرير غولدستون عن إسرائيل وجرائم الحرب مقالة غولدستون التي نشرت في واشنطن بوست، مترجمة إلى العربية في جريدة الشرق الأوسط.